# 如願以償
如願以償（日语：誰かの願いが叶うころ）是宇多田光第13張日語單曲，於2004年4月21日發行，初動15萬張，累計銷售36萬張。

## 簡介
- 與前作《COLORS》相隔約1年3個月的新作。
- 其當時的丈夫紀里谷和明所執導的電影《再造人卡辛》的主題曲。
- 宇多田罕有的先填上歌詞、再作曲的歌曲。
- 歌詞全日語、伴奏以鋼琴為中心的簡單歌曲。本曲為其本人製作英語專輯途中，因「希望創作些簡單的歌曲」作歇息而寫下的歌曲。
- 別於使用原音演奏，本曲使用音序器進行弦部分編曲，在當時可謂非常前衛。

## 收錄曲
全曲作詞、作曲、編曲：宇多田光
| CD單曲 | CD單曲                   | CD單曲 |
| 曲序   | 曲目                     | 时长   |
| ------ | ------------------------ | ------ |
| 1.     | 如願以償                 | 4:28   |
| 2.     | 如願以償（Instrumental） | 4:27   |

## 銷量
| 榜單                              | 最高排名 | 銷量    | 在榜時數 |
| --------------------------------- | -------- | ------- | -------- |
| Oricon日間單曲榜 (2004年4月21日)  | 1        | —       | 22週     |
| Oricon週間單曲榜 (2004年5月第1週) | 1        | 150,020 | 22週     |
| Oricon月間單曲榜 (2004年5月)      | 1        | 327,033 | 22週     |
| Oricon年間單曲榜 (2004年)         | 14       | 365,206 | 22週     |
| Oricon累積銷量                    | —        | 365,206 | 22週     |

## DVD單曲
如願以償（日语：誰かの願いが叶うころ）為宇多田光第4張DVD單曲，於2004年7月28日發行。

### 簡介
- 與演唱會DVD《Utada Hikaru in Budokan 2004 光之5》同日發行。
- 本作的PV是由其前夫紀里谷和明所拍攝，出演者包括寺尾聰、樋口可南子、及川光博、要潤及宇多田光本人[1]。
- PV以「家族」作為主題，全黑白制作，風格以簡單著稱[1]。
- 本作封面是借用PV其中的一幕。

### 收錄內容
| DVD單曲 | DVD單曲            | DVD單曲    |
| 曲序    | 曲目               | 導演       |
| ------- | ------------------ | ---------- |
| 1.      | Making of 如願以償 | 紀里谷和明 |
| 2.      | 如願以償           | 紀里谷和明 |

## 外部連結
- Hikki's Website — 宇多田光官方網站